# Joel Schumacher
Joel Schumacher (New York, 29 agosto 1939 – New York, 22 giugno 2020) è stato un regista, sceneggiatore e produttore cinematografico statunitense.
Diresse Batman Forever e Batman & Robin, oltre a diversi thriller degli anni '90, come Un giorno di ordinaria follia, Il cliente, Il momento di uccidere e In linea con l'assassino.

## Biografia
Schumacher nacque a New York il 29 agosto 1939 da padre statunitense di religione battista, Francis Schumacher, e da madre ebrea svedese, Marion Kantor. Completò i suoi studi alla Parsons School of Design. Fu assunto alla Revlon come designer d'abbigliamento e di confezioni per poi fare da costumista per alcune produzioni televisive e in due film di Woody Allen: Il dormiglione (1973) e Interiors (1978). Scrisse la sceneggiatura per il film a basso costo Car Wash - Stazione di servizio (1976) e collaborò ad altri film, che però ebbero scarsa notorietà di pubblico come The Wiz (1978).
Il suo debutto cinematografico avvenne con The Incredible Shrinking Woman (1981) con Lily Tomlin, al quale seguì una serie di film di successo. Schumacher fu il sostituto di Tim Burton nella regia di due film ispirati al personaggio di Batman (Burton aveva diretto i primi due): Batman Forever (1995) e Batman & Robin (1997). Quest'ultimo ebbe una pessima accoglienza da parte dei critici e dai fan di Batman. Schumacher a seguito di questo fu costretto a ridimensionare i propri progetti e la Warner Bros. si trovò obbligata a fermare la produzione di altre pellicole legate al tema del supereroe di Gotham City.
Diresse due adattamenti cinematografici di altrettanti successi di John Grisham: Il cliente (1994) e Il momento di uccidere (1996). Nel 2004 realizzò Il fantasma dell'Opera, tratto dal musical di Andrew Lloyd Webber, a cui fecero seguito Number 23 (2007), Blood Creek (2009) e Twelve (2010). Nel 2011 diresse Nicolas Cage e Nicole Kidman nel thriller Trespass, apprezzato al Toronto International Film Festival.
Schumacher è morto il 22 giugno 2020, all'età di 80 anni, per un cancro.

## Vita privata
Dichiaratamente omosessuale, Schumacher venne tuttavia criticato da Vito Russo nel suo libro Lo schermo velato per avere contribuito all'immagine negativa delle persone gay data da Hollywood. Politicamente fu sostenitore del Partito Democratico.

## Filmografia

### Regista

#### Lungometraggi
- The Incredible Shrinking Woman (1981)
- D.C. Cab (1983)
- St. Elmo's Fire (1985)
- Ragazzi perduti (The Lost Boys) (1987)
- Cugini (Cousins) (1989)
- Linea mortale (Flatliners) (1990)
- Scelta d'amore - La storia di Hilary e Victor (Dying Young) (1991)
- Un giorno di ordinaria follia (Falling Down) (1993)
- Il cliente (The Client) (1994)
- Batman Forever (1995)
- Il momento di uccidere (A Time to Kill) (1996)
- Batman & Robin (Batman and Robin) (1997)
- 8mm - Delitto a luci rosse (8MM) (1999)
- Flawless - Senza difetti (Flawless) (1999)
- Tigerland (2000)
- Bad Company - Protocollo Praga (Bad Company) (2002)
- In linea con l'assassino (Phone Booth) (2002)
- Veronica Guerin - Il prezzo del coraggio (Veronica Guerin) (2003)
- Il fantasma dell'Opera (Andrew Lloyd Webber's The Phantom of the Opera) (2004)
- Number 23 (The Number 23) (2007)
- Blood Creek (2009)
- Twelve (2010)
- Trespass (2011)

#### Cortometraggi
- Man in the Mirror (2011)

#### Televisione
- Virginia Hill – film TV (1974)
- Amateur Night at the Dixie Bar and Grill – film TV (1979)
- 2000 Malibu Road – serie TV, 5 episodi (1992)
- House of Cards - Gli intrighi del potere (House of Cards) – serie TV, episodi 1x05, 1x06 (2013)

### Costumista
- Play It As It Lays, regia di Frank Perry (1972)
- Una pazza storia d'amore (Blume in Love), regia di Paul Mazursky (1973)
- Un rebus per l'assassino (The Last of Sheila), regia di Herbert Ross (1973)
- Il dormiglione (Sleeper), regia di Woody Allen (1973)
- Prigioniero della seconda strada (The Prisoner of Second Avenue), regia di Melvin Frank (1975)
- Interiors, regia di Woody Allen (1978)